# BASEGATE横浜関内
BASEGATE横浜関内（ベースゲートよこはまかんない）は、神奈川県横浜市中区にある再開発エリアの名称。三井不動産を代表企業とし、鹿島建設、京浜急行電鉄、第一生命保険、竹中工務店、DeNA、東急、星野リゾートの計8社からなるコンソーシアム「KANNAI 8 (カンナイエイト)」が再開発を主導している。
2024年11月13日、街区名称を「BASEGATE横浜関内」に決定したと発表。2025年12月末に竣工し、2026年春に開業予定である。

## 概要

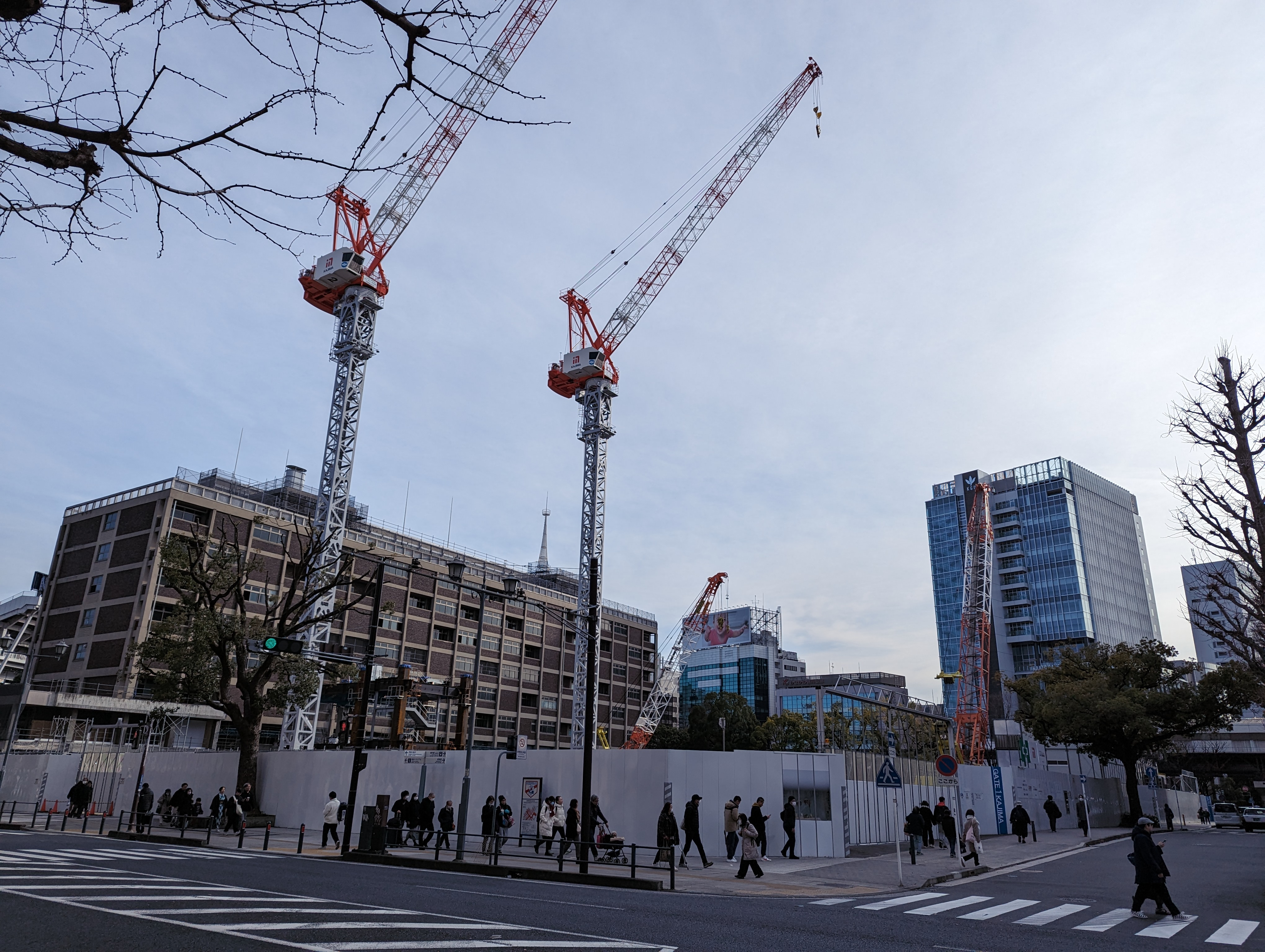
旧市庁舎周辺の工事の様子（2024年2月）

村野藤吾の設計による7代目の旧横浜市役所庁舎跡地（旧市庁舎街区）を中心とした再開発計画であり、JR関内駅南口付近北側の横浜スタジアム隣接地に位置する。開発コンセプトは「MINATO-MACHI LIVE（みなとまち ライブ）」で、旧市庁舎行政棟を保存・活用するなど新旧融合を図り、エンターテインメント・イノベーション拠点となる新たな街を創造することを目指している。2022年7月1日に新築工事が着工しており、2025年12月末の竣工および2026年春の開業（グランドオープン）を予定している。
地上33階建て、高さ約170mのタワー棟（オフィス、大学、商業店舗、エデュテインメント施設「Wonderia (ワンダリア)」などが入居予定）や低層棟のライブビューイングアリーナ「THE LIVE (ザ ライブ)」などを建設するほか、旧市庁舎行政棟は保存され、星野リゾートのホテル「OMO7横浜 by 星野リゾート」や商業施設が入る「ザ レガシー」として活用予定である。さらに、「ザ レガシー」の商業エリア1階と横浜スタジアム寄りにある「スタジアムサイドテラス」の1・2階には、小規模飲食店が入居する「KANNAI バル街区（仮称）」を開設予定（募集店舗数は34店）である。
着工直後の2022年7月29日には「（仮称）横浜市旧市庁舎街区活用事業」として、国土交通大臣の民間都市再生事業計画に認定されている。また、前述の行政棟は2025年8月5日に戦後の建築物としては初めての横浜市認定歴史的建造物に認定されている。
敷地内の交通結節拠点からは京急・東急・WILLER EXPRESSにより羽田空港・鎌倉・箱根への高速バスが運行されるほか、既存のオープントップバスの乗り入れや低速度の電動乗合自動車であるグリーンスローモビリティの導入も計画されている。

## 周辺の開発とデッキ接続
関内駅北側の再開発エリア「関内駅前地区」において当地はA地区に該当しており、周辺でも再開発が計画されている。隣接地の関内駅前港町地区および北口地区（共に関内駅前地区のB地区の一部に該当）においても超高層ビル2棟の建設（いずれも2029年度竣工予定）が計画されており、2024年5月24日に「関内駅前地区第一種市街地再開発事業」として都市計画が決定された。当再開発エリアから横浜スタジアム・横浜公園方面や両地区方面へスムーズに移動できる接続デッキの整備も計画されている。